# زاركو ماركوفيتش
زاركو ماركوفيتش مواليد 1 يونيو 1986 في الجبل الأسود. لعب لصالح منتخب الجبل الأسود لكرة اليد. قامت قطر بتجنيسه من أجل اللعب في بطولة العالم المقامة في قطر. يلعب حالياً لصالح نادي الريان القطري ومنتخب قطر.

## روابط خارجية
- زاركو ماركوفيتش على موقع الاتحاد الأوروبي لكرة اليد (الإنجليزية)
- زاركو ماركوفيتش على موقع أوليمبيديا (الإنجليزية)